# Ugljevik (selo)
Ugljevik (selo) je naseljeno mjesto u sastavu općine Ugljevik, Republika Srpska, BiH.

## Stanovništvo
| Ugljevik (selo)    |              |
| godina popisa      | 1991.        |
| Srbi               | 685 (98,85%) |
| Muslimani          | 0            |
| Hrvati             | 0            |
| Jugoslaveni        | 7 (1,01%)    |
| ostali i nepoznato | 1 (0,14%)    |
| ukupno             | 693          |